# Radisson Royal Hotel
O Hotel Ukraina, oficialmente Radisson Royal (em russo: Украи́на Рэдиссон Ройал) é um hotel cinco-estrelas localizado às margens do rio Moscova, no centro da capital da Rússia, Moscou. Tem 34 andares, um átrio de mais de 88 mil metros quadrados e 206 metros de altura, além do cúspide de 73 metros.
O hotel foi projetado por Arkadi Mordvinov e Viatcheslav Oltarzhevski, um mestre na construção de arranha-céus. É o segundo prédio mais alto das chamadas Sete irmãs do Classicismo soviético. Era o hotel mais alto do mundo na data de sua construção, até a abertura do Westin Peachtree Plaza, em 1976. A construção do hotel sobre as margens baixas do rio obrigou os responsáveis pela obra a cavar bem abaixo do nível da água, o que só foi possível por meio de um engenhoso sistema de retenção e bombeamentos.
O hotel foi inaugurado em 25 de maio de 1957. 50 anos mais tarde, em 2007, foi fechado para uma restauração e modernização completa, e em 2009, os proprietários assinaram um contrato com o grupo Rezidor, para que ele administrasse o hotel como Hotel Royal de Moscou. No entanto, por motivação histórica, o hotel mantém seu nome original.
Após três anos de obras, com um novo contrato, cinco restaurantes, um centro de conferências, andar executivo, sala de banquetes, biblioteca, spas, piscina de 50 metros, frota de iates com saída para o rio, 505 quartos e 38 apartamentos, o hotel reabriu suas portas em 28 de abril de 2010. A fachada foi restaurada e tecnologias modernas foram adicionadas, como os sistemas de purificação d'água e de circulação de ar de última geração.